# Westwoodilla rectangulata
Westwoodilla rectangulata är en kräftdjursart som beskrevs av Bulycheva 1952. Westwoodilla rectangulata ingår i släktet Westwoodilla och familjen Oedicerotidae. Inga underarter finns listade i Catalogue of Life.